# Палыдлы
Палыдлы (до 2013 года — Харахоба, Храхоба, Храх-Уба) — село в Хачмазском районе Азербайджана.
Село расположено на левом берегу реки Кусарчай. До 2010 года — эксклав Российской Федерации — России (Дагестана), и одно из мест компактного проживания лезгин.

## История
В 1954 году между Дагестанской АССР и Азербайджанской ССР была осуществлена взаимная передача небольших территорий в пользование в сельскохозяйственных целях сроком на 30 лет. Дагестан получил в Азербайджане во временное пользование земли для остановки перегоняемого на зимние пастбища скота. Там постепенно образовались постоянные пастушьи стоянки, возникли жилые дома. Так появились населённые пункты Храх-Уба и Урьян-Уба. Срок действия соглашения об обмене территориями был продлён в 1984 году ещё на 20 лет и окончательно истек в 2004 году, уже после распада СССР. Иных документов, в которых говорилось бы о наличии принадлежащих России территорий в Азербайджане, ни в центральных, ни республиканских архивах не обнаружено.
3 сентября 2010 года в Баку президентами Российской Федерации Д. А. Медведевым и Азербайджанской Республики И. Г. Алиевым был подписан Договор о государственной границе, установивший прохождение линии сухопутной границы между двумя государствами, соответствующий бывшей административной границе между Дагестанской АССР и Азербайджанской ССР. Так как безвизовое проживание граждан стран СНГ на территории Азербайджана ограничено лишь 90 днями, азербайджанские власти предоставили жителям двух сёл, всё ещё сохранявшим российское гражданство, возможность принять гражданство Азербайджана по упрощённой схеме; часть жителей Урьян-Убы воспользовалась этим предложением. 26 декабря 2012 года правительство Дагестана обязалось переселить оставшихся 400 жителей Урьян-Убы и Храх-Убы на территорию Дагестана и обеспечить их жильём.

## Население
| 1970 | 1989 | 2002 | 2010 | 2021 |
| ---- | ---- | ---- | ---- | ---- |
| 234  | ↘206 | ↗381 | ↗411 | ↘61  |

## Топографические карты
- Лист карты K-39-86 Хачмас. Масштаб: 1 : 100 000. Издание 1978 г.